# Гессе, Иван Христианович
Иван Христианович (Крестьянович) Гессе — генерал-лейтенант Русской императорской армии, комендант города Москвы.

## Биография
Иван Христианович Гессе родился в 1757 году в семье обер-офицера. 9 марта 1788 года был принят из саксонской артиллерии на русскую службу в Гатчинскую артиллерийскую команду сержантом, и вскоре был командирован в Выборг, но в сражениях со шведами не был и в сентябре того же года возвратился обратно. 
И. Х. Гессе был первым инструктором Гатчинской артиллерийской команды Гатчинских войск. Цесаревич Павел Петрович поставил ему задачей достигнуть возможно большей быстроты стрельбы. Гатчинский цейхгауз хранил памятники различных ухищрений Гессе, чтобы достигнуть этой задачи, в частности, ряд лафетов, устроенных по его проектам, но на практике оказавшихся «один другого неудобнее». 
13 сентября 1792 года Гессе был произведён командованием в подпоручики, 25 июня 1793 года — в поручики, в 1795 году — в капитан-лейтенанты и 26 октября 1796 года — в капитаны 3-го ранга. 
В 1796 году он командовал ротой своего имени в Гатчинском артиллерийском полку. Павел I, вступив на престол, перевел его 9 ноября 1796 года в лейб-гвардии Артиллерийский батальон и назначил 15 ноября Московским плац-майором, а 15 мая 1797 года утвердил на должность московского коменданта. благодаря покровительству монарха Гессе быстро прошёл чины майора, подполковника и полковника и 14 августа 1799 года был произведён в генерал-майоры, а 12 декабря 1809 года в генерал-лейтенанты. 
Его многолетняя служба России была отмечена орденом Святой Анны 1 степени. 
Иван Христианович Гессе умер 9 мая 1816 года и был похоронен на Иноверческом кладбище на Введенских горах (могила утрачена). 
Его сын Павел пошёл по стопам отца избрав военную карьеру и тоже дослужился до звания генерал-лейтенанта.
Гессе способствовал, по словам современника, уменьшению грабежей в Москве строгим надзором за караулами и патрулями. Человек добросердечный, он приобрел уважение москвичей. По отзыву графа Ростопчина, Гессе, «немец темного происхождения», был «человек прекраснейший, честный, беспристрастный и заботившийся главным образом о соблюдении внешних форм, но он был годен для дел лишь до 6 ч. вечера, после чего всецело поглощался трубкою и пуншем». Этот отзыв почти совпадает с тем, что говорит о Гессе А. М. Тургенев в своих «Записках». В. В. Селиванов называет Гессе «немцем-служакой», но добродушным и «слабым до невозможности».
Также Иван Христианович Гессе вошёл в историю Москвы благодаря курьёзу произошедшему в его резиденции, когда молодой поручик Юни перепутал низко склонившегося за столом коменданта со своим приятелем - адъютантом последнего. Юни с разбегу прыгнул на спину Гессе, схватил руками за косицы, словно за вожжи, и с криками "Ну!" начал его пришпоривать... Когда ситуация прояснилась, комендант не пожелал замять конфуз и отвёл молодого офицера к губернатору Салтыкову, но последний выслушав Гессе быстро выбежал из комнаты, чтобы не рассмеяться в присутствии коменданта. Жалоба Гессе имела обратный эффект ожидаемому: никаких значительных репрессий в отношении Юни так и не последовало, а вот история эта еще долго обсуждалась в свете и дошла до наших дней.